# Wild Bunch
Wild Bunch (en español, Grupo Salvaje), también conocido como la Banda Doolin-Dalton o los Oklahombres, era una pandilla de forajidos con base en el Territorio Indio que aterrorizó Kansas, Misuri, Arkansas, y el Territorio de Oklahoma durante la década de 1890-robando bancos y tiendas, asaltando trenes y matando agentes de la ley. También se les conoce como Los Forajidos de Oklahoma por los largos guardapolvos que llevaban. De todas las bandas de forajidos producidas por el Viejo Oeste, ninguna tuvo un final más violento que el Grupo Salvaje. Al estar formado en la última década del siglo XIX, de sus once miembros, solo dos sobrevivirían en el siglo XX. Los once se encontrarían con una muerte violenta en tiroteos con los agentes de la ley.

## Orígenes
El grupo consistió en distintos momentos de Bill Doolin, George "Bittercreek" Newcomb (alias "Slaughter Kid"), Charley Pierce, Oliver "Ol" Yantis, William Marion "Bill" Dalton, William "Tulsa Jack" Blake, Dan "Dynamite Dick" Clifton, Roy Daugherty (alias "Arkansas Tom Jones"), George "Red Buck" Waightman, Richard "Little Dick" West, y William F. "Little Bill" Raidler. 
Dos chicas adolescentes conocidas como Calzones Pequeños y Cattle Annie también siguieron a la banda e informaron a los hombres acerca de la ubicación de los oficiales de policía cada vez que estaban buscando a los criminales.
Además de haber sido un miembro de la Banda de los Dalton, Doolin había sido un vaquero en Kansas y la Cherokee Outlet y mantuvo en una especie de imagen de Robin Hood. Él era muy querido por muchos[¿quién?], y él y su banda recibieron una ayuda considerable por parte del público en general al eludir la ley (véase Ingalls). 
El Grupo Salvaje se originó tras el fallido asalto al tren de la Banda de los Dalton en Adair, Territorio de Oklahoma, el 15 de julio de 1892, en el que dos guardias y dos pobladores, ambos médicos, resultaron heridos. Uno de los médicos murió al día siguiente. Bob Dalton le dijo a Doolin, Newcomb y Pierce que ya no los necesitaba. Doolin y sus amigos regresaron a su escondite en Ingalls, Territorio de Oklahoma. Fue una suerte para los tres, ya que el 5 de octubre, la Banda de los Dalton sería arrasada en Coffeyville (Kansas). Grat y Bob Dalton, Dick Broadwell y Bill Power fueron asesinados, sin embargo, Emmett Dalton sobrevivió al incidente, a pesar de recibir 23 impactos de bala. La especulación es que Bill Doolin estaba en un callejón como un vigía[cita requerida], que lleva a algunos[¿quién?] a decir que Bill Doolin era, de hecho, miembro de la Banda.

## Carrera
Doolin no perdió el tiempo. El 1 de noviembre de 1892, su nueva banda, el Grupo Salvaje, robó el Banco del Condado de Ford en Spearville (Kansas), saliendo con todo el dinero en efectivo y más de $ 1,500 en bonos del Tesoro. A partir de las descripciones de las postales enviadas, el comisario de la ciudad de Stillwater, Territorio de Oklahoma reconoció a Ol Yantis, el nuevo miembro de la banda. En breve, Yantis fue acorralado y asesinado en un tiroteo con el pelotón del comisario.
El 11 de junio de 1893, el Grupo Salvaje asaltó un tren de Santa Fe al oeste de Cimarron (Kansas), y tomaron $ 1,000 en plata del Expreso California - Nuevo México. El pelotón de un sheriff del viejo Condado de Beaver, Territorio de Oklahoma, se encontró con la banda al norte de Fort Supply. La banda se escapó, pero, en el tiroteo que siguió, Doolin recibió una bala en el pie izquierdo. Doolin iba a sufrir con el dolor por el resto de su vida, y llevó indirectamente a su captura.
El 1 de septiembre de 1893, una pandilla organizada por el nuevo comisario de EE. UU., Evett Dumas "E.D." Nix, entró en la ciudad forajida de Ingalls con la intención de capturar a la banda. En lo que podría ser recordado como la Batalla de Ingalls, tres de los catorce agentes de la ley que llevaban las comisiones de los Alguaciles Adjuntos de EE. UU. morirían como resultado de la batalla. Dos ciudadanos de la ciudad también morirían; uno muerto protegiendo a los forajidos. De los forajidos, Newcomb fue herido de gravedad, pero escapó, y Arkansas Tom Jones, el asesino de los tres diputados y un ciudadano, fue capturado.
Después de un breve descanso la banda continuó con sus actividades. El 3 de enero de 1894, Pierce y Waightman levantaron tienda y oficina de correos en Clarkson, Territorio de Oklahoma. El 23 de enero, la banda robó la Farmers Citizens Bank en Pawnee, Territorio de Oklahoma, y el 10 de marzo, el Grupo Salvaje robó la estación de Santa Fe en Woodward, Territorio de Oklahoma, de más de $ 6,000.
El 20 de marzo, Nix le envió a los Tres Guardias una directiva para hacerse cargo del Grupo Salvaje. La directiva señala en parte, "Os he elegido para hacer este trabajo, poniendo confianza explícita en sus capacidades para enfrentar a esos bandidos y traerlos vivos si es posible o muertos si es necesario."
El 1 de abril de 1894, la banda intentó robar la tienda del Comisario Adjunto de EE. UU. jubilado W.H. Carr en Sacred Heart, Territorio Indio. Carr, le disparó en el estómago, logró dispararle a Newcomb en el hombro y la banda huyó sin recibir nada.
El 10 de mayo de 1894, el Grupo Salvaje robó el banco en Southwest City (Misuri), de $ 4.000, hiriendo a varios pobladores y matando a uno.
El 21 de mayo de 1894, los jurados en el juicio de Arkansas Tom lo encontró solo culpable de homicidio culposo en el asesinato de los tres Alguaciles Adjuntos de EE. UU. Frank Dale, el juez territorial que conoce el caso, volvió a Guthrie, el capitolio territorial, y le dijo a E.D. Nix, " ... le indicará a sus diputados que los traigan muertos."
Bill Dalton, por su parte, había dejado a Doolin para formar su propia Banda de los Dalton. El 23 de mayo de 1894, Dalton y su nueva banda robó el Primer Banco Nacional en Longview, Texas. Este fue el único trabajo de la banda. Varios escuadrones matarían a tres de los miembros y enviarían al último a la vida en prisión.
El 3 de abril de 1895, el Grupo Salvaje, sin Doolin, asaltaron un tren de Rock Island en Dover pero no pudieron abrir la caja fuerte con la nómina del ejército de $ 50.000. Así, le robaron a los pasajeros el dinero y las joyas. Comisario Adjunto de EE. UU. Chris Madsen y su pandilla tomaron un tren especial para Dover y recogieron el rastro de madrugada, sorprendiendo a la banda alrededor del mediodía. Los alguaciles mataron a Blake y dispersaron a la pandilla. Este sería el último robo del Grupo Salvaje como una banda, aunque sus miembros mantuvieron los robos y los asesinatos por los que se conoce.

## Caída

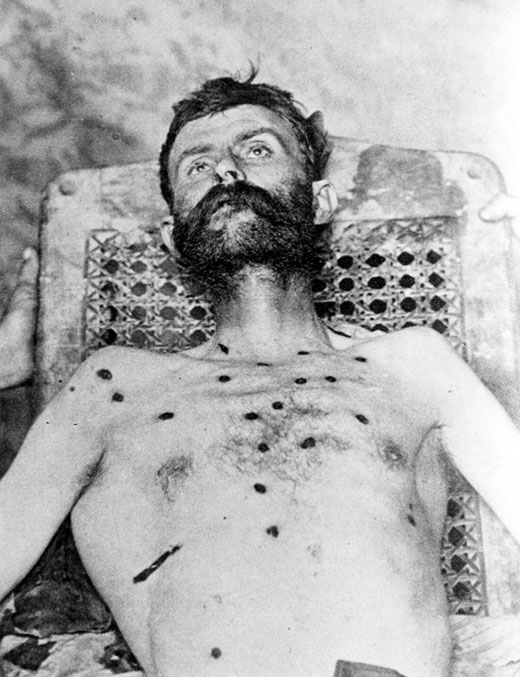
La muerte de Bill Doolin fue tan violenta como el resto de su Grupo Salvaje. Al igual que él, todas sus muertes fueron por arma de fuego.

El Alguacil de EE. UU. Evett "E.D." Nix fue nombrado en 1893. Hizo su principal prioridad el derrocamiento de la Banda Doolin Dalton. Nix designó cien alguaciles a la tarea, insistiendo en que cazaran a todos los forajidos, pero con una prioridad en esta banda. El comisario Nix fue acérrimamente de apoyo a sus diputados y en los medios que para ellos eran necesarios para reducir a la banda, y con él como su defensor político, sus agentes judiciales persiguieron sistemáticamente a los miembros de la banda.
- Ol Yantis - muerto el 29 de noviembre de 1892 en Orlando, Territorio de Oklahoma por el Sheriff de Ford County (Kansas) Chalkey Beeson y el Mariscal Diputado de EE. UU. Tom Hueston.[5]
- Arkansas Tom Jones - capturado el 1 de septiembre de 1893, en Ingalls, Territorio de Oklahoma; indultado en 1910, muerto el 16 de agosto de 1924, en Joplin (Misuri), por los detectives de la policía de Joplin.
- Bill Dalton - asesinado 8 de junio de 1894, cerca de Elk, Territorio Indio, por un escuadrón de Anadarko.
- Tulsa Jack Blake - asesinado el 4 de abril de 1895, cerca de Ames, Territorio de Oklahoma, por los Alguaciles Diputados de EE. UU. Will Banks y Isaac Prater.
- Bitter Creek Newcomb - asesinado el 2 de mayo de 1895, en Condado de Payne, Territorio de Oklahoma, por los Hermanos Dunn, que eran cazarrecompensas.
- Charley Pierce - asesinado el 2 de mayo de 1895, en Condado de Payne, Territorio de Oklahoma, por los hermanos Dunn.
- Little Bill Raidler - tirado y capturado el 6 de septiembre de 1895, por el Alguacil Diputado de EE. UU. Bill Tilghman; puesto en libertad condicional en 1903 debido a complicaciones de las heridas sufridas cuando fue capturado; murió el 1904.
- Bill Doolin - capturado el 15 de enero de 1896, en Eureka Springs, Arkansas por el Comisario Adjunto de EE. UU. Bill Tilghman; escapó con Dynamite Dick Clifton; asesinado el 24 de agosto de 1896, en Lawson, Territorio de Oklahoma, por un pelotón mandado por el Comisario Adjunto de EE. UU. Heck Thomas.
- Red Buck Waightman - asesinado el 4 de marzo de 1896, cerca de Arapaho, Territorio de Oklahoma, por un pelotón del Condado de Custer.
- Dynamite Dick Clifton - capturado en junio de 1896, por los Comisarios Adjuntos de EE. UU. de Texas; escapó con Bill Doolin; asesinado el 7 de noviembre de 1897, cerca de Checotah, Territorio Indio, por los Comisarios Adjuntos de EE. UU. al mando del Comisario Adjunto Chris Madsen.
- Little Dick West - asesinado el 8 de abril de 1898, en Condado de Logan, Territorio de Oklahoma, por los Comisarios Adjuntos de EE. UU. al mando del Comisario Adjunto Chris Madsen.

El Grupo Salvaje apareció en un episodio de la serie de televisión sindicada de 1950, Stories of the Century, protagonizada y narrada por Jim Davis.

## Otras lecturas
- McRill, Leslie. "Old Ingalls: The Story of a Town That Will Not Die," Chronicles of Oklahoma 36:4 (octubre de 1958) 429-445 (accedido 18 de marzo de 2007)
- Shirley, Glenn (julio  de 1990). «Gunfight at Ingalls: Death of an Outlaw Town» (en inglés). Barbed Wire Press. p. 180. ISBN 978-0935269062.